# ボゴール線
ボゴール線（ボゴールせん、インドネシア語: Commuter Line Bogor）は、KAIコミューターが運営するインドネシア、ジャカルタ首都圏の通勤鉄道路線。旧称は中央線。
西ジャカルタのジャカルタコタ駅と西ジャワ州ボゴールのボゴール駅を結ぶ。 路線図では「赤」で表示されている。 ボゴール線は、ジャカルタ地域のKAIコミューターの中で最も混雑する路線である。

## 概要
ボゴール線は、タンジュンプリオク線に次いで2番目に電化された鉄道路線である。 2022年5月以前は、ジャカルタ・コタ-マンガライ間の高架線路と駅はチカラン線と共用され、マンガライ-ボゴール間の地上線路と駅は環状線と共用されていた。
ボゴール線は、ジャカルタ・ボゴール線を経由して運行される。ジャカルタ・ボゴール線は、ジャカルタ初の鉄道路線である。KAIコミューターではボゴール線のみが運行しており、マンガライ駅からガンビル駅間では、ガンビル行きの都市間列車が多数運行される。

## 歴史

### 開業
オランダ領東インド時代、オランダ・インド鉄道 (NIS) がサマラン - タングング線の開通が完了した後、ウィリアム・プールマンは NIS を通じて、1864年3月27日に再びバタヴィア（現在のジャカルタ）からボイテンゾルグ(ボゴール)までの路線の建設認可を得た。西プリアンガン地域のプランテーション産物をバタヴィア港まで輸送するためである。行政を円滑にする上でも重要視された一方、バタヴィア・ボイテンゾルク線の建設に関しては依然として賛否両論があったため、計画を断念した。
しかしバタヴィア・ボイテンゾルク線の建設は、ピーター・マイエル氏の直接の立ち会いのもと、1869年10月15日に実現に向かうことへなる。路線建設にあたり当時のNIS 社長のJ.P. ド・ボルドが主導した。 J.P. ド・ボルドは、サマラン-タングン線の建設の責任者でもあった。
当初の路線建設は資金難に突入した。当時のオランダ植民地大臣デ・ヴァルは軌間の技術的調整を1,435 mm（標準軌） から 1,067 mm（狭軌）へ変更した。これは、1869年9月27日付の植民地大臣の法令に従ったものであった。軌間幅の変更により、土地取得がより資金的負担が減少したため、バタヴィア・ボイテンゾルク線の建設予算を削減できるようになった。当初計画されていた予算 4,000,000.00 ポンドから 806,300.00 ポンドを軽減させることができた。
第一期の建設工事は1869年10月15日から1870年2月にかけて始まり、その間にクライネ・ボーム区間の7,590メートルの線路、ミースター・コルネリス区間の13,087メートル、およびボイテンゾルク区間の18,730メートルの区間が完成した。 二期目の建設工事は、1870年6月から1871年6月にかけて実施され、総延長9,270メートルのボイテンゾルク周辺の区間が完成し、1871年6月から1873年1月にかけて、ヴェルテヴレーデンからミースター・コルネリスのNIS線区間を含むバタヴィア・ボイテンゾルク線の建設がすべて完了した。開業当初の駅数は15駅であった。
19世紀末にかけて、クライネ・ブーム駅とバタヴィア港は貨物の積み下ろし作業が困難になったため、オランダ領東インド政府は タンジュンプリオク港を建設した。1878 年3月28日、ヨハン・ヴィルヘルム・ファン・ランスベルゲ総督がタンジュンプリオク港を開港し、タンジュンプリオク線の試運転を行った。始発駅は従来のバタヴィア駅ではなく、ヘームラーデン広場にあった（現在のジャカルタ・グダン駅）だった。
このプロジェクトは、タンジュンプリオク港とタンジュンプリオク線の運営権獲得を巡って NIS と BOS(Bataviasche Oosterspoorweg Maatschappij）との対立が激化したため、1885年11月2日からオランダ領東インド政府が設立した会社であるStaatsspoorwegen（SS）に路線の運営を実際に委託した。2つの民間企業を統合する試みが複数回行われたが、路線の管理は国に委託されたままであった。

### 国有化
1913年11月1日に国有会社であるStaatsspoorwegen（SS）に買収された。購入に対する合意書は、1913年6月20日付のStaatsblaad  No. 469 に記載されている。政府がバタヴィア・ボイテンゾルク線の建設を計画していた1877年には、SSは当路線の購入に関心を示していた。SSはバタヴィア・ボイテンゾルク線の買収後、運行管理を効率化するために当路線の再編を行った。チキニ駅とペガンサーン駅にサレンバ駅方面の支線を建設した
当時、NISによって開業したバタヴィア駅とは別に、BOSによって建設されたバタヴィア南駅が隣接しており不便であった。バタヴィア南駅に到着した乗客はボイテンゾルクに行くためにはバタヴィア駅まで徒歩で乗り換えが必要であった。そこでSSは、この2駅を統合する中央駅を建設する計画を立案した。1926年からバタヴィア南駅の跡地に建設された。新駅の工事中には既存駅舎を改修して、バタヴィア駅 (後の「バタヴィア北駅」) を主要駅として引き続き使用した。
ブキット・ドゥリ地区でも改良工事が行われた。ミースター・コルネリス駅は解体され、機関車庫に改造され、後にブキット・ドゥリ機関車庫となった。1914年からマンガライ駅を建設し、4年の工期を経てマンガライ駅は1918年5月1日に開業しました。当駅は、1917年3月に開業したミースター・コルネリス駅への接続線もあった。マンガライ駅の建設に加えて小型駅も建設された。 ウェルテヴレーデンからマンガライ駅間は、複線化されたが、当初複線化する計画はなかった。

### 1927年の電化と独立前
1917年に、Ir. P.A.ローロフセンは、水力発電に利用できる水源の調査を任されていた。バタヴィアとその周辺地域における電車化を関連している。 1919年、チカチとチアタンで水力発電所 (PLTA) の建設が開始された。発電された電気は、ボイテンゾルク、デポック、ミースター・コルネリス、アンチョールにある主要変電所に配電される予定であった。水力発電所の建設は1921年に完了し、バタヴィア・ボイテンゾルク線の電化の準備工事は完了した。しかし世界恐慌により、オランダ評議会のメンバーはバタヴィア・ボイテンゾルク線の電化工事への工事予算の配分を延期することを決定した。だが、「セイントゥールバーン」と称された鉄道路線の電化工事は、1927年5月1日に実現された。しかし、電化区間はバタヴィア駅からマンガライ駅間と限られた区間となった。植民地大臣はブイテンゾルグ方面への電化工事よりも複線区間で運行列車が多いミースター・コルネリス（ジャティネガラ）-チカンペック線へ利用することを計画していた。しかし、マンガライ駅〜ボイテンゾルク駅間の電化工事は3年後の1930年5月1日にようやく実現した。
1929年10月8日にバタヴィア・ベネデンスタッド中央駅（現在のジャカルタ・コタ駅）が開業した後、バタヴィア北駅を廃止した。 1930年までにバタヴィア周辺の全路線が複線化された。日本によるオランダ領東インド占領中、占領政府によって設置された陸有碼局は、まだオランダ語が使用されていた駅名を改称することを発表しました（「バタヴィア」を「ジャカルタ」に、「ブイテンゾルク」を「ボゴール」に変更）。

### 独立後
電車による運行は1950年代まで行われた。1960年代に入ると、特にG30S機関車の導入後、電車は機関車牽引の列車へ置き換えられていくことになった。1966年、マンガライからジャカルタ・コタ間の鉄道輸送が制限された。これは乗客数の減少とジャカルタ市内の治安悪化によるものである。電車による運行ではなく実際には牽引列車によって走行される。1968年のラトゥジャヤ列車衝突事故の際にはBB200形ディーゼル機関車に牽引された列車の存在が記録されている。
1971年7月、当時のパンティアルソPNKA西部開発部長は、当時のアリ・サディキンジャカルタ特別州知事に、ジャカルタ横断鉄道線を地下または高架（交通渋滞と高速道路の建設負担を軽減するため、高速道路と同じ高さにはしないこと）で建設する提案書を提出した。パンティアルソによれば、高架線の建設コストは地下鉄建設の4分の1であると見積もられていたため、高架線の選択肢が選ばれた。
1972年に公共交通機関の利用を増やし、当時から問題となっていた渋滞を緩和するために、電車が再び利用されるようになった。インドネシア国鉄（PJKA）は、オランダ時代から使われていた古い電気機関車の置き換えとして日本からの新型電車(Rheostatik電車)とディーゼル気動車(MCW301形気動車)を導入を決定し、4年後の1976年にジャカルタに到着した。 電車は4両編成であり編成ごとに定員が134人である。将来的に人口増加が見込まれる地域（テベットとチャワン）からの利用促進を促すために駅の建設が活発に行われた。

### 複線と高架化
1980年代、PJKAと政府は、ジャボタベック都市圏での電車の運行を円滑にかつ遅延を軽減させ、電車の本数を増やすために、マンガライ-デポックの複線化工事に着手した。最初の礎石は1983年2月19日にルースミン・ヌールジャディン運輸大臣によって据えられた。当時、ボゴール電車区の編成とスカブミ機関区の編成がジャカルタからボゴール間の線路を共有していた。単線化によって生じる遅延を減らすため、優先事項となっており、推定予算は7,740億ルピアとなっている。複線化の他に、ジャカルタ～マンガライ間およびジャカルタ～ジャティネガラ間の高架線を建設する計画も立案された。この建設期間中、デポックバル駅、パンチャシラ大学駅、インドネシア大学駅の新駅建設も含まれている。路線運営を支援するため、PJKAは1984年2月15日に、鉄道設備の改善に関連するすべてのプロジェクトで、元々木と鉄が使用されていた枕木を弾性留め具付きのコンクリート枕木に自動的に交換すると発表した。
1988年5月、計画の立案者はジャカルタ・コタからマンガライ間に高架線を3区間に分割すると発表した。ゲドゥン・ポラからピントゥ空軍駅（後のジュアンダ）付近までのA区間、マンガライ駅からゲドゥン・ポラまでのB区間、ピントゥ空軍駅からジャカルタ・コタ駅までのC区間である。高架への切り替えは1992年6月3日に始まり、その2日後、スハルト大統領はシティ・ハルティナ大統領夫人や政府関係者と共に、ガンビル駅からジャカルタ・コタ駅までの電車に乗車し、新しいガンビル駅の開通式を行った。この高架化工事には、4325億ドルの費用がかかり、開通時には完全に完成していなかったが、1年後に完成した。切り替え作業が完了した後、旧駅舎の解体工事が始まった。複線と高架線が正式に全面開通する前の1992年7月21日、スダルモノ副大統領は当路線を利用してジャカルタ駅からデポック駅間の複線を視察し、同じく一般利用者に挨拶した。彼は、約9年かけて建設された鉄道のインフラと施設が可能な限り良好に維持されることを望んでいる。1992年9月3日、計画の責任者であるズルフィアル・サニは、ボゴール線の沿線開発には1兆3000億ルピアの資本投資が必要であると述べた。さらに、テベット駅、チャワン駅、パサール・ミング・バル駅、タンジュン・バラット駅、パンチャシラ大学、インドネシア大学、デポック駅の駅舎再建がまだ完了していないと説明した。1993年のラトゥジャヤ線での衝突事故を受けて、デポック駅からボゴール駅間の複線化工事が推進され、1996年9月17日に開通した。

### ボゴール線へ路線名変更
2022年5月28日の「GAPEKA 2022」ダイヤ改正により、路線ナンバリングは「C」でかつ 中央線（インドネシア語：Lin Sentral）から、現在のボゴール線（駅ナンバリングは「B」）へ変更された。また、リンカル線の廃止により、ボゴール線にナンボ支線が編入され、運行区間であったジャティネガラ環状線はチカラン環状線へ編入された。チカラン環状線は、ジャカルタ・コタ駅に乗り入れを廃止したため、ジャカルタ・コタ駅からマンガライ駅までの区間はボゴール線のみが運行することとなった。
2024年10月19日には、休止駅であったポンドック・ラジェグ駅が新駅舎の完成により営業を再開した。

### 将来計画
ガンビル駅では都市間列車の専用駅として使用され、自動改札機が設置されていないためボゴール線の電車は通過するが。 2022年6月に運輸省はマンガライ駅に都市間列車専用のプラットホームと折返し設備を建設する計画を発表した。これによりボゴール線の電車もガンビル駅にも停車するようになる予定である。
マンガライ～チカラン間複々線化工事の一環として、マンガライ駅をジャカルタ特別州の中央駅として改修工事が行われており、2025年に開業する予定である。

## 駅一覧

### 本線
| 駅番号 | 駅コード | 駅名                                   | 接続路線 | 所在地         | 所在地     |
| ------ | -------- | -------------------------------------- | --- | -------------- | ---------- |
| B 01   | JAKK     | ジャカルタコタ Jakarta Kota            | - タンジュンプリオク線 - ジャカルタMRT 南北線 (建設中) - トランスジャカルタ - コリドアー1 - コリドアー3H - コリドアー12     | 西ジャカルタ   | ジャカルタ |
| B 02   | JAY      | ジャヤカルタ Jayakarta                 | | 西ジャカルタ   | ジャカルタ |
| B 03   | MGB      | マンガブサール Mangga Besar            | | 西ジャカルタ   | ジャカルタ |
| B 04   | SW       | サワブサール Sawah Besar               | | 中央ジャカルタ | ジャカルタ |
| B 05   | JUA      | ジュアンダ Juanda                      | - トランスジャカルタ - コリドアー2 - コリドアー2A - コリドアー3 - コリドアー5C - コリドアー7F - コリドアー8 - コリドアー10H | 中央ジャカルタ | ジャカルタ |
| B 06   | GMR      | ガンビル Gambir （通過）               | | 中央ジャカルタ | ジャカルタ |
| B 07   | GOD      | ゴンダンディア Gondangdia              | | 中央ジャカルタ | ジャカルタ |
| B 08   | CKI      | チキニ Cikini                          | | 中央ジャカルタ | ジャカルタ |
| B 09   | MRI      | マンガライ Manggarai                   | - チカラン線 - スカルノ・ハッタ空港線 - トランスジャカルタ - コリドアー4 - コリドアー4D - マンガライ・バスターミナル        | 南ジャカルタ   | ジャカルタ |
| B 10   | TEB      | テベット Tebet                         | | 南ジャカルタ   | ジャカルタ |
| B 11   | CW       | チャワン Cawang                        | - ジャボデベックLRT (チココ駅) - ブカシ線 - チブブール線 - トランスジャカルタ - コリドアー9 - コリドアー9A - コリドアー9C   | 南ジャカルタ   | ジャカルタ |
| B 12   | DRN      | ドゥレンカリバタ Duren Kalibata        | | 南ジャカルタ   | ジャカルタ |
| B 13   | PSMB     | パサールミングバル Pasar Minggu Baru   | | 南ジャカルタ   | ジャカルタ |
| B 14   | PSM      | パサールミング Pasar Minggu            | - パサールミング・バスターミナル                                                                                            | 南ジャカルタ   | ジャカルタ |
| B 15   | TNT      | タンジュンバラット Tanjung Barat       | | 南ジャカルタ   | ジャカルタ |
| B 16   | LNA      | レンテンアグン Lenteng Agung           | | 南ジャカルタ   | ジャカルタ |
| B 17   | UP       | パンチャシラ大学 Universitas Pancasila | | 南ジャカルタ   | ジャカルタ |
| B 18   | UI       | インドネシア大学 Universitas Indonesia | | デポック       | 西ジャワ   |
| B 19   | POC      | ポンドックチナ Pondok Cina             | | デポック       | 西ジャワ   |
| B 20   | DPB      | デポックバル Depok Baru                | - デポックBRT (コリドアー1) - デポック・バスターミナル                                                                      | デポック       | 西ジャワ   |
| B 21   | DP       | デポック Depok                         | | デポック       | 西ジャワ   |
| B 22   | CTA      | チタヤム Citayam                       | - ナンボ支線 | デポック       | 西ジャワ   |
| B 23   | BJD      | ボジョングデ Bojong Gede               | - ボジョングデ・バスターミナル                                                                                              | ボゴール県     | 西ジャワ   |
| B 24   | CLT      | チレブット Cilebut                     | | ボゴール県     | 西ジャワ   |
| B 25   |          | スカレシュミ Sukaresmi （計画中）      | | ボゴール       | 西ジャワ   |
| B 26   | BOO      | ボゴール Bogor                         | - パングランゴ (スカブミ線) - スカブミ駅方面 - ビスキタ・トランスパクアン                                                   | ボゴール       | 西ジャワ   |

### ナンボ支線
| 駅番号                                          | 駅コード | 駅名                               | 接続路線           | 所在地   | 所在地   |
| ----------------------------------------------- | -------- | ---------------------------------- | ------------------ | -------- | -------- |
| ボゴール線（本線） ジャカルタコタ駅から直通運転 |          |                                    |                    |          |          |
| B 22                                            | CTA      | チタヤム Citayam                   | ボゴール線（本線） | デポック | 西ジャワ |
| b 23                                            | PDRG     | ポンドックラジェグ Pondok Rajeg    |                    | ボゴール | 西ジャワ |
| b 24                                            | CBN      | チビノン Cibinong                  |                    | ボゴール | 西ジャワ |
| b 25                                            |          | グヌンプトリ Gunung Putri （廃止） |                    | ボゴール | 西ジャワ |
| b 26                                            | NMO      | ナンボ Nambo                       |                    | ボゴール | 西ジャワ |

## 使用車両
現在の車両
- Seri 205 (元 JR東日本205系電車)
- Seri 203 (元 JR東日本203系電車)
- Seri 8500(元 東急8500系電車)
- Seri 7000(元 東京地下鉄7000系電車)
- Seri 6000(元 東京地下鉄6000系電車)

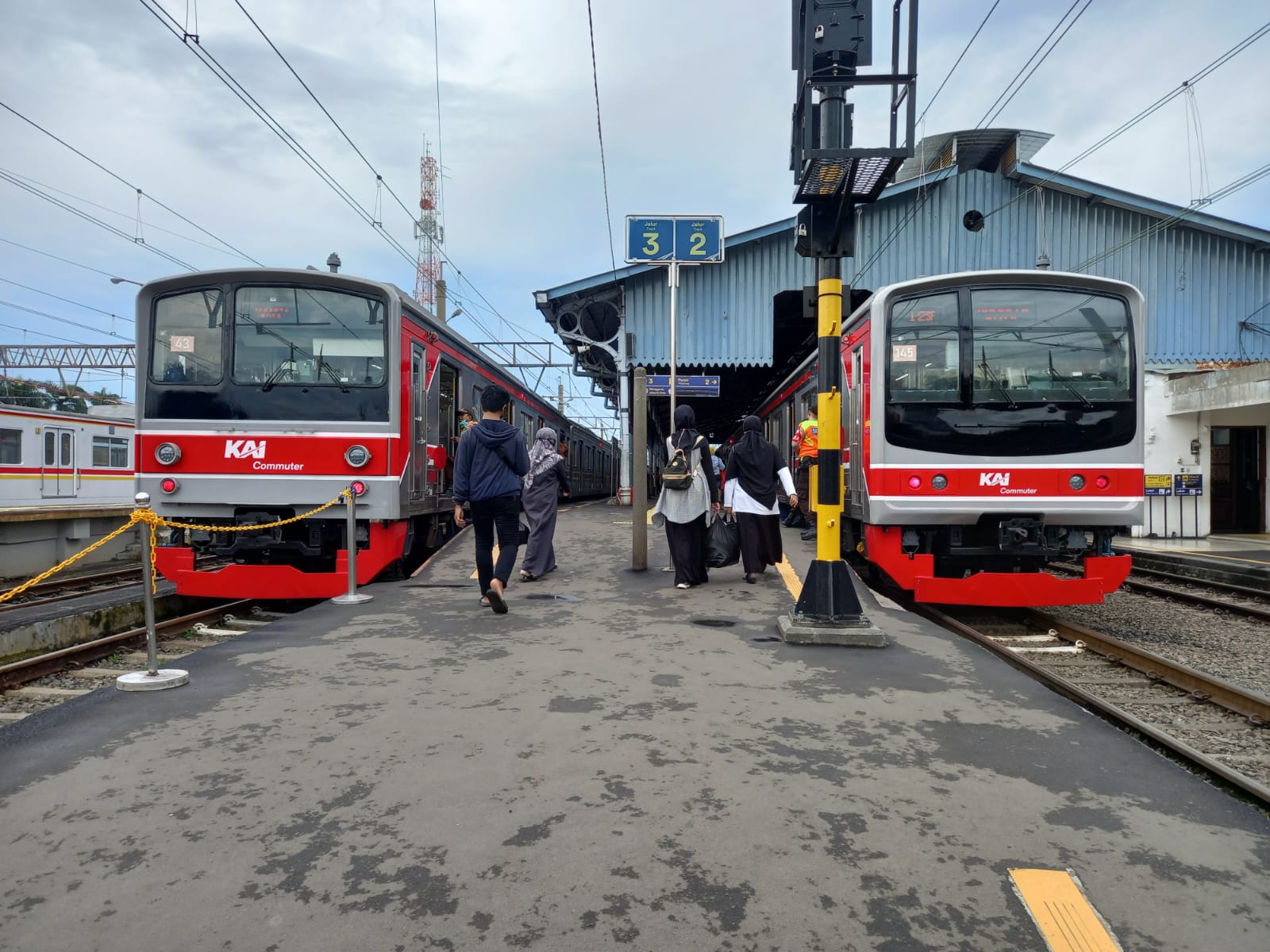
ボゴール駅に停車中のJR 205 DP43編成（元ケヨM12編成）とDP145編成（元ケヨM35編成）。
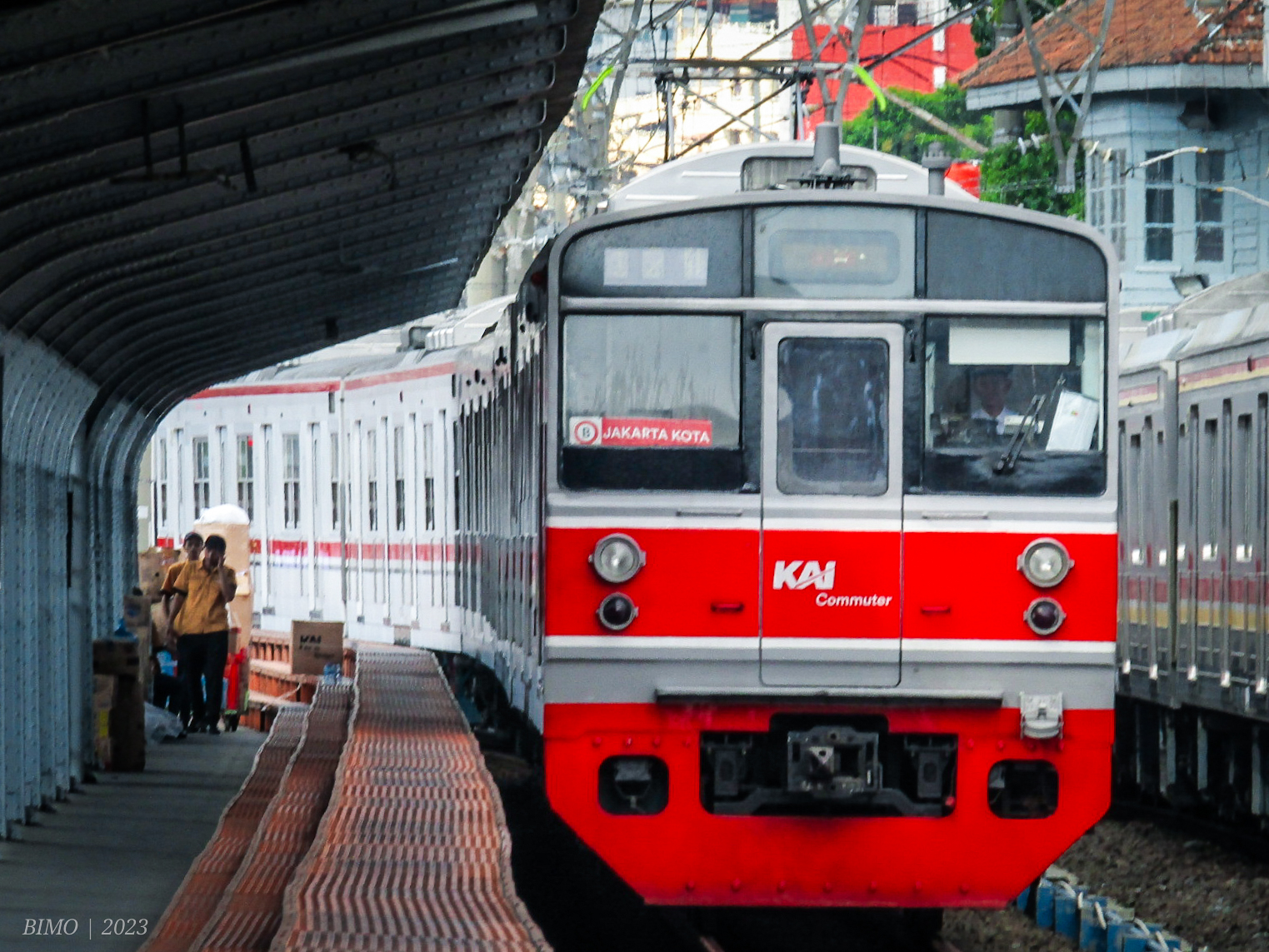
ジャカルタコタ駅に到着したJR 203 BUD106編成（元マト66編成）
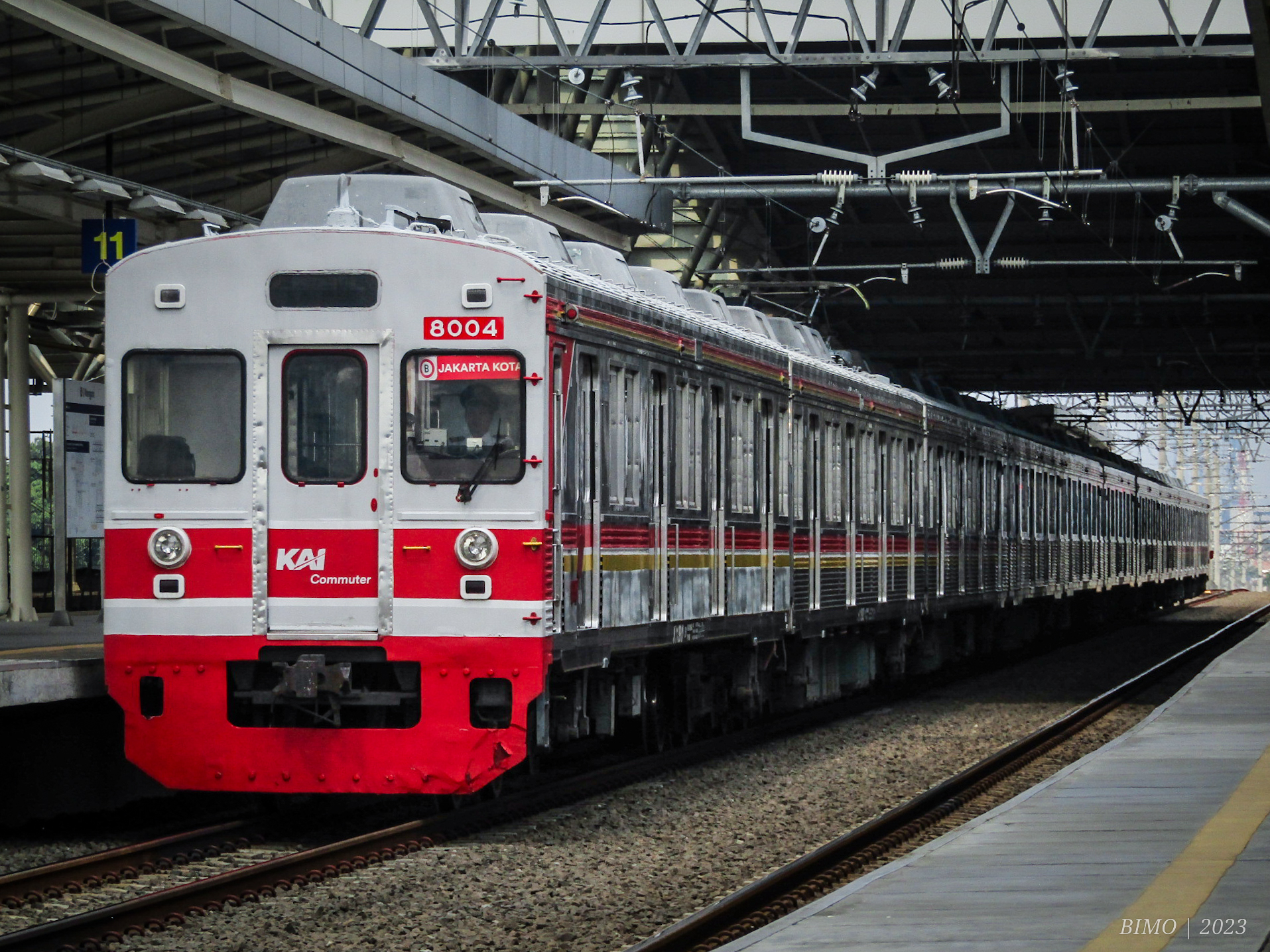
マンガライ駅に停車中のTokyu 8000（8003+8004F）
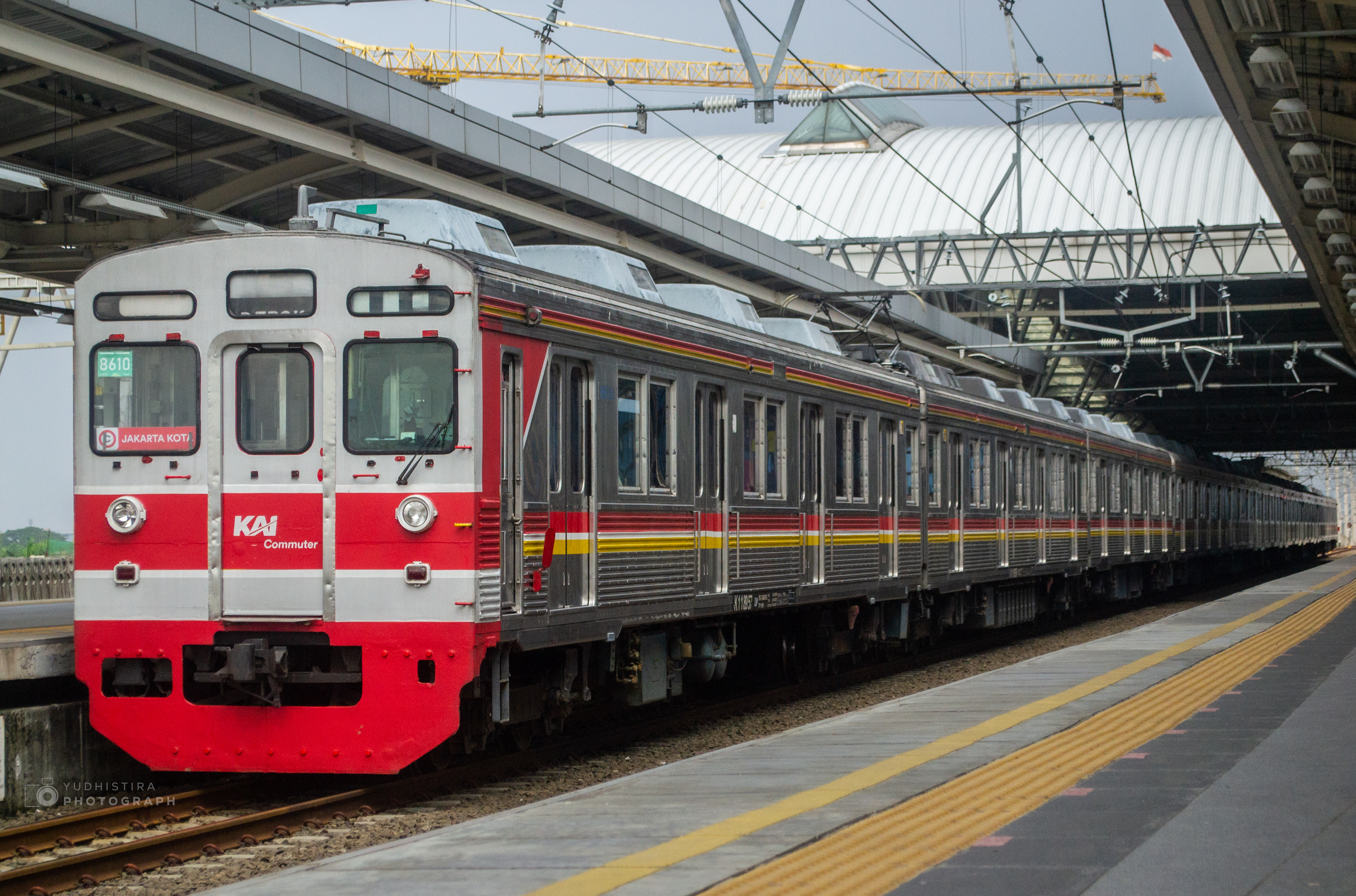
マンガライ駅に停車中のTokyu 8500（8610F）
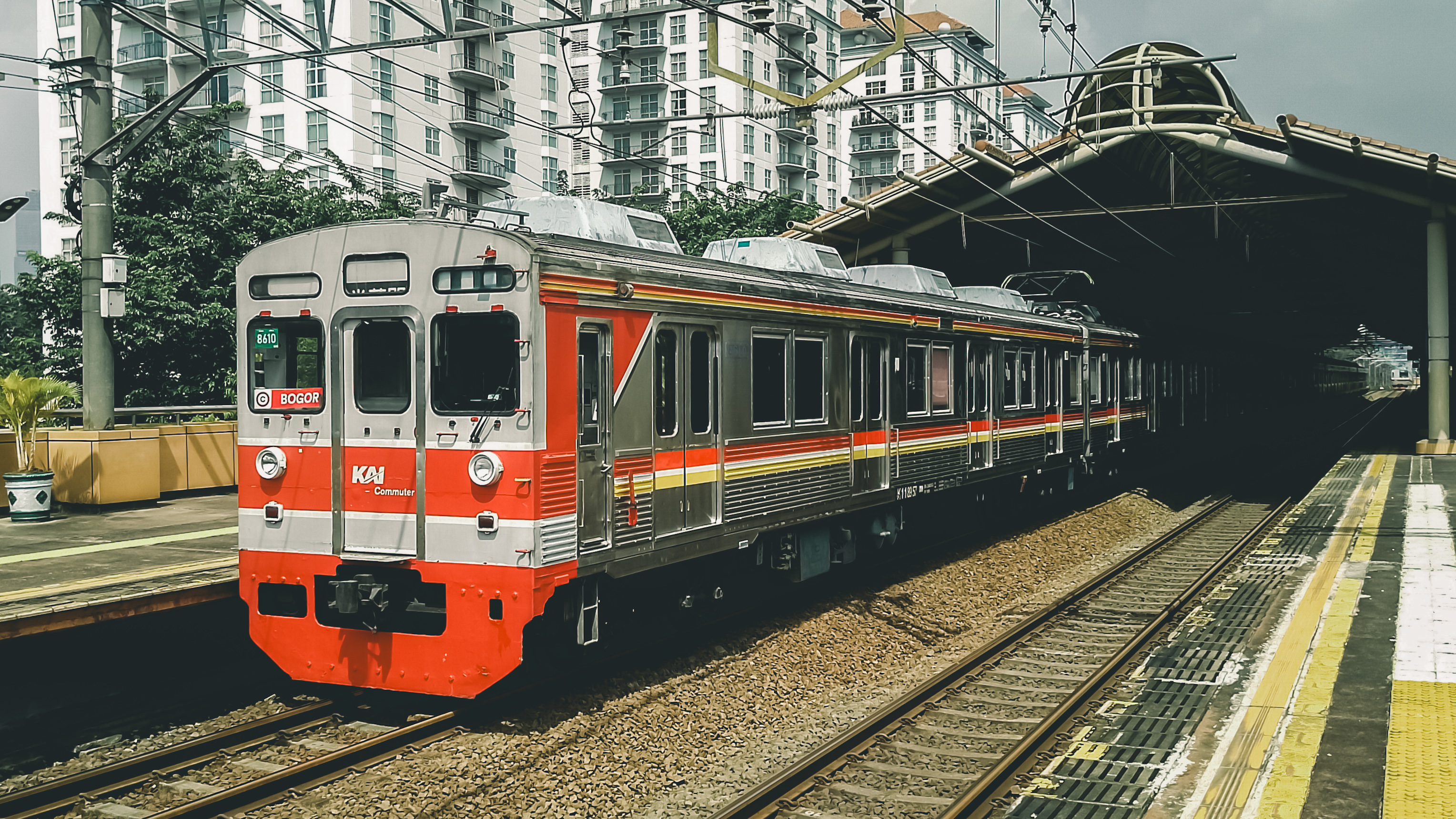
チキニ駅に到着したTokyu 8500（8610F）
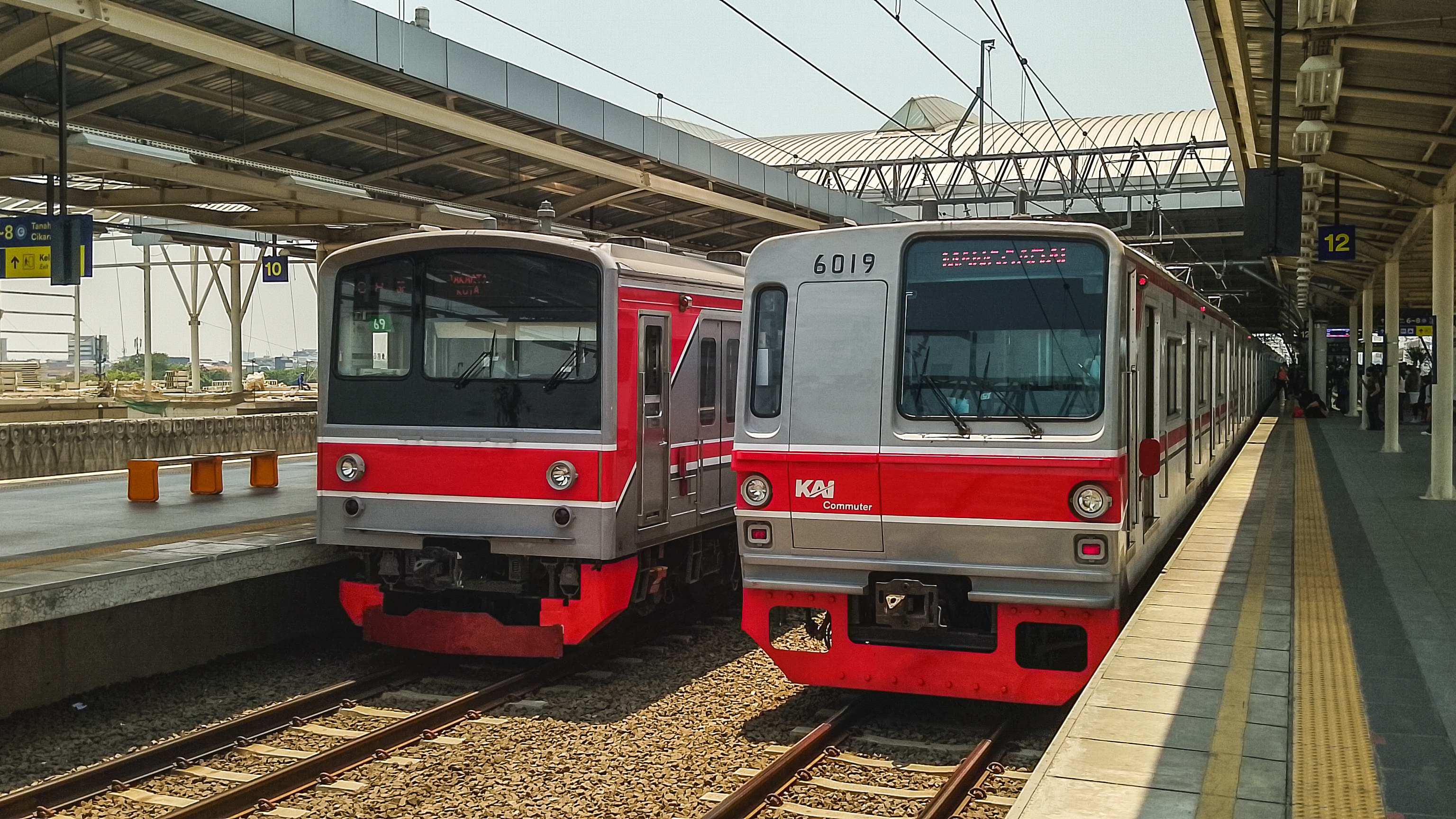
国鉄205系BUD69編成（元クラH9編成）とTM 6000 6119編成がマンガライ駅に到着

導入予定の車両
- SFC120-V系(EA206系)
- CLI-225系 (EA207系)

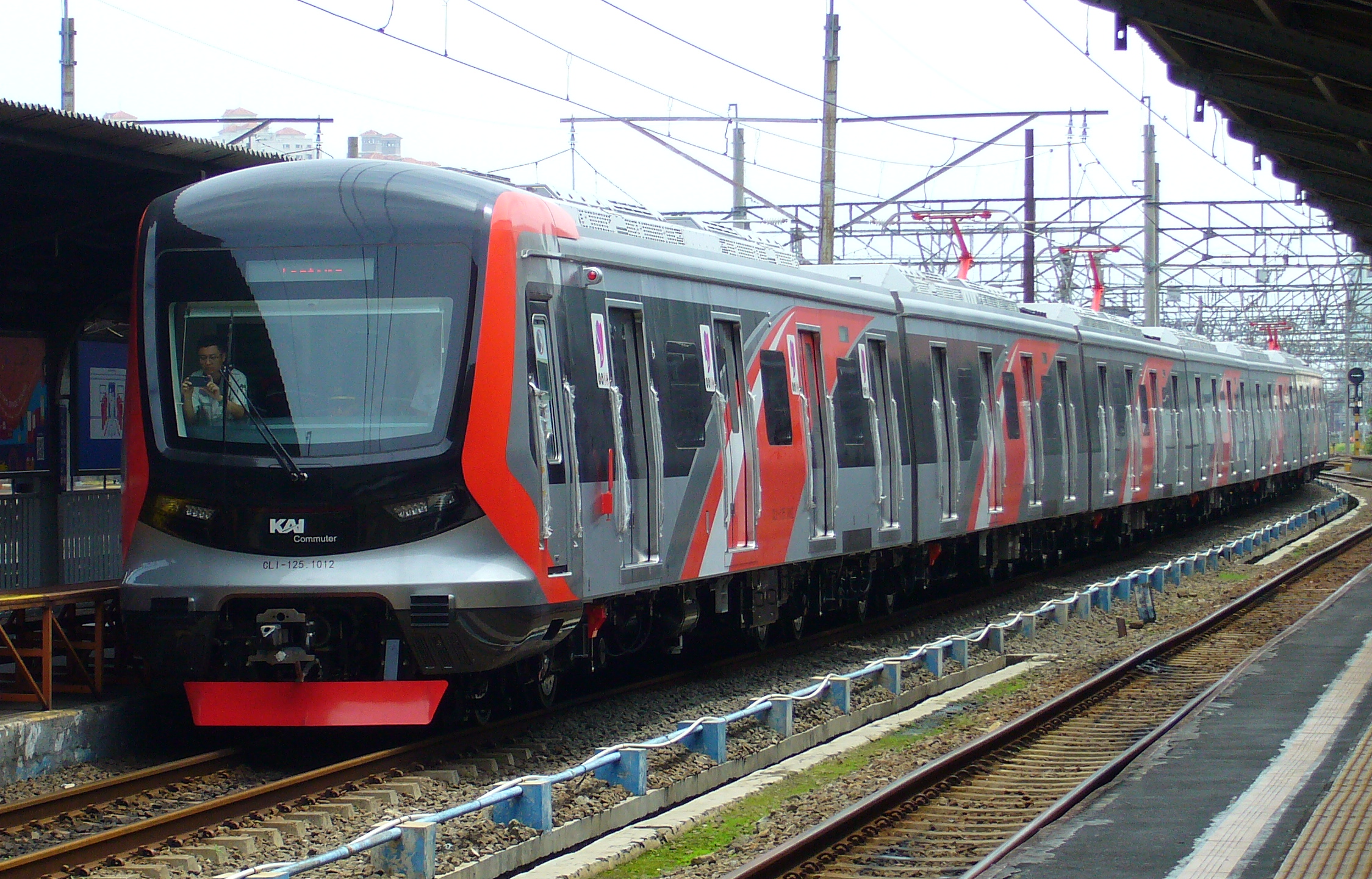
SFC120-V系の試運転の様子（2025年2月10日）

過去の車両
- Seri 8000(元 東急8000系電車)
- Seri 6000形 Hibah（元東京都交通局6000形電車）
- Seri 5000(元 東京地下鉄5000系電車)
- Seri 1000(元 東葉高速鉄道1000形電車)
- Seri 103(元 JR東日本103系電車)
- Seri EA102 Hitachi電車
- Seri EA101 BN-Holec電車
- Seri ED101 Rheostatik電車
- ESS 100/200/400形電車
- ESS 3300形電気機関車
- ESS 3200形電気機関車
- ESS 3100形電気機関車
- ESS 3000形電気機関車